# Хутор-Лежбадини
Хутор-Лежбадини (груз. ხუტორ-ლეჟბადინი, азерб. Xutor-Lejbəddin) — село Марнеульского муниципалитета, края Квемо-Картли республики Грузия, со 100 %-ным азербайджанским населением. Находится на территории исторической области Борчалы.

## Население
По данным Государственного статистического комитета Грузии, согласно официальной переписи 2002 года, численность населения села Хутор-Лежбадини составляет 177 человек и на 100 % состоит из азербайджанцев.
Согласно официальной переписи населения 2014 года население села составило 273 человек.

## Экономика
Население в основном занимается сельским хозяйством, овцеводством, скотоводством и овощеводством.

## Достопримечательности
- Средняя школа[5]
- Мечеть